# 七龍珠超 布羅利
《七龍珠超 布羅利》是在2018年12月14日上映的《七龍珠》第20部劇場版動畫，亦是《七龍珠超》第1部劇場版動畫。劇場版分成2D、IMAX、MX4D、4DX版本，12月27日開始陸續在約90個國家上映，全世界票房收入累計達1億美元以上。

## 故事
故事類似《龍珠(原作漫畫)》和《七龍珠Z 燃燒吧!!熱戰、烈戰、超激戰》。 布羅利出生，但是達爾王覺得布羅利的力量很驚人，所以下令把布羅利丟到萬帕星球。 布羅利的父親帕拉卡斯不接受這個事實，開始厭惡達爾王，後來焦急的出發去萬帕星球找自己的兒子布羅利。
有一天，巴達克感覺到會有災難即將要發生，於是他和姬內就一起把３歲的卡卡洛特送走，巴達克告訴卡卡洛特要活下來，夫妻倆目送兒子離開，之後巴達克一個人去阻擋弗利札的超新星攻擊，但是失敗了，達爾星也毀滅。跟《龍珠》與《銀河巡警JACO》開場劇情一樣。
41年過去了，布羅利的父親為了向達爾王復仇，所以帶著布羅利和弗利沙兵團一起來地球。然後悟空、達爾、布羅利在地球上戰鬥。在戰鬥結束後，悟空用瞬間移動來萬帕星球找布羅利，悟空和布羅利做朋友，介紹自己的名字叫卡卡洛特。

## 概要
本作是距離上一部作品『復活的「F」』時隔了3年8個月上映的劇場版作品，也是日本平成最後的七龍珠劇場版系列。『神與神』和『復活的「F」』雖然在劇院上映後被編入『七龍珠超』的系列，但這部是第一次正式以『七龍珠超』名義推出的劇場動畫，內容是描述2018年3月25日播映的電視動畫版『七龍珠超』宇宙生存篇後續故事。
就如副標題的那樣，在本作登場的反派人物是改編過去的三部劇場版：『燃燒吧!!熱戰・烈戰・超激戰』『危險雙人組!超戰士難以沈眠』『擊倒超戰士!!勝利是屬於我的』中的“布羅利”。但是和過去的三部劇場版沒有任何相連性，從孫悟空、比達、布羅利三人的相遇到戰鬥，弗力札和賽亞人之間的淵源，全部都在本作中重新被描繪。
作品的後半段，過去的劇場版作品『復活的融合!!悟空和貝吉達』的悟空和貝吉達通過「融合」誕生的終極戰士“悟吉達”時隔23年再次登場。悟吉達和布羅利一樣，是過去的原作故事從來沒有登場的劇場版動畫原創人物。鳥山明劇本的布羅利和悟吉達在『週刊少年JUMP』的特集報導中，鳥山“嘗試將布羅利和悟吉達加入『七龍珠』的原作故事史”。以往的七龍珠劇場版第一部作品～第十九部作品，在日本首映日都是星期六，本作的首映日是系列首次的星期五。
繼前作『復活的「F」』之後，原作者鳥山明擔任人物設定和劇本，導演由曾執導電視動畫『七龍珠超』、『航海王電影：Z』系列導演的長峯達也擔任。以及《航海王》等作品的新谷直大，在這部作品中首次擔任作畫監督與人物設定。鳥山明現任負責人集英社的伊能昭夫“為了給鳥山明的畫投稿，加上現代化的創新，人物和背景到現在為止都改變了負責人”。
關於這次的作品，鳥山明向負責人：“布羅利是東映動畫原創故事，但是因為內容只是簡單描述，所以我已經完全忘記了。我從負責人那裡聽說這是一個不光是在日本，在海外也很有很高的人氣的布羅利，所以如果說他真的有人氣，那麼就給觀眾開心一下，覺得怎麼樣呢？我覺得這非常有趣，於是拍攝『超』的系列、編寫這個故事。為了不讓布羅利的粉絲們失望，也考量到以前的舊形象後重新編修，讓他成為更有魅力的布羅利。但是對於喜歡以前內容的各位來說，可能也會很抱歉，這是以當時的故事為基礎，想盡辦法寫出屬於自己全新的布羅利，給他加上一點戲劇性的內容，賦予他一些人情味，希望可以寫出讓粉絲感到快樂的故事”。因為東映動畫很優秀所以我只是簡短的寫。工作人員真的辛苦了。以前的粉絲和已經成為新粉絲的大家，還有即使不是粉絲，但不知為何來看電影的大家，希望這次的電影布羅利都能讓你們樂在其中、感受最大的幸福。

## 製作
這部作品的製作經過是以集英社七龍珠室這個部門在2016年誕生為契機，DB室的室長伊能昭夫“這次的『七龍珠』作品『超』讓海外人士留下深刻的印象，『超』和日本一樣幾乎沒有時差的同步播映所以容易被接受，這次的內容也盡可能與『超』的世界觀緊密相連”。
伊能與鳥山明以簡訊進行聯絡，2個月1次見面密談，2017年的春季，伊能向鳥山提議幾部新劇場版的故事方案，决定與賽亞人有關的話題之後就一口氣進行下去，2017年5月左右劇本大功告成。擔任電視動畫『七龍珠超』系列導演的長峯達也接到公司的命令就任，專心致志於劇場版。最初完成的劇本是鳥山，鳥山“這個會不會太短？”，於是追加一些支線故事的結果變成二倍左右的長度。東映動畫與製片人及相關人員進行協商來刪減劇本，盡可能保持原樣送交鳥山版本的劇本。負責本作品音樂的住友紀人說：“聽說鳥山對於這次描寫回歸原點充滿熱情”。
鳥山明還擔任人物的設定，繪製登場人物和機械設定師，故事舞臺的行星等共計20張以上的設定圖。為了讓劇場版接近原作的畫風，製作人林田從家裡的『七龍珠』原作和插畫集中選出喜歡的20幅畫，然後交給動畫師以此作為基礎畫的作畫監督甄選。關於身體的平衡甄選，多數候選人通過細膩的圖象進行檢查，最終鳥山决定由新谷直大擔任作畫監督。
鳥山在數位板修改和檢查新谷所描繪的人物設定資料。在試鏡中，鳥山最重視的是悟空、貝吉達、布瑪。新谷“至加入東映動畫以來第一次繪製『七龍珠』，在人物設定的草稿階段，鳥山也進行了修正。雖然沒有修改悟空，但是對於布瑪等女性人物的檢查特別嚴格，女性人物的臉和身體的線條等都由鳥山來修正，畫得很好”“對於琪萊的側臉也進行修改，雷蒙也進行大幅度的修正””。另外，新谷在人物設定特別講究臉部的平衡，鳥山想要讓身體變苗條，人物的作畫在日常生活中很少施加陰影，但是在戰鬥場景中添加陰影是為了增加震撼力。一方面也確保貝吉達和拉帝茲的童年時期和巴達克等人物盡可能地接近原作。為了讓畫風更接近原作，新谷直大亦翻出龍珠系列動畫作品的歷任人物設計師、作畫監督的設計圖。但是新谷比較偏好前任的前田實先生那般活潑、圓滑的線條風格。為了讓電影中人物展現靈活的戰鬥動作採用他的設計，但是也為此煩惱於應該選用《龍珠Z》的賽亞人篇、弗力札篇、人造人賽魯篇的風格才是最好的。

## 配音員
| 角色     | 配音員                    | 配音員        | 配音員      | 配音員        |
| 角色     | 日本                      | 臺灣          | 中国大陆    | 香港          |
| -------- | ------------------------- | ------------- | ----------- | ------------- |
| 孫悟空   | 野澤雅子                  | 巫玉羚        | 郝祥海      | 李家傑        |
| 孫悟天   | 野澤雅子                  | 巫玉羚        | 不適用      | 李家傑        |
| 巴達克   | 野澤雅子                  | 巫玉羚        | 郝祥海      | 李家傑        |
| 貝吉達   | 堀川亮                    | 蘇振威        | 王祯        | 簡懷甄        |
| 布羅利   | 島田敏 森下由樹子（幼年） | 莊汶錡        | 郭盛        | 郭湛深        |
| 比克     | 古川登志夫                | 柳超堅        | 赵毅        | 楊耀泰        |
| 特南克斯 | 草尾毅                    | 陳昊青        | 不適用      | 王慧珠        |
| 布瑪     | 久川綾                    | 蕭秀玲        | 王宥霁      | 王慧珠        |
| 布拉     | 久川綾                    | 鄭可欣        |             | 王慧珠        |
| 比魯斯   | 山寺宏一                  | 王俊博        | 刘琮        | 陳健豪        |
| 維斯     | 森田成一                  | 柳超堅        | 崔健文      | 黃尉斯        |
| 弗力札   | 中尾隆聖                  | 孫誠          | 冯盛        | 伍博民        |
| 琪萊     | 水樹奈奈                  | 許雲雲        | 杨凝        | 張彩虹        |
| 雷莫     | 杉田智和                  | 陳進益        | 李璐        | 袁德基        |
| 基科諾   | 菊池正美                  | 王俊博        | 林强        | 陳浩鈿        |
| 貝里布魯 | 齊藤貴美子                | 許雲雲        | 不適用      | 黃鳳英        |
| 姬聶     | 渡邊菜生子                | 鄭可欣        | 闫莉佳      | 鄭家蕙        |
| 貝吉達王 | 銀河萬丈                  | 官志宏        | 张遥函      | 李家輝        |
| 库尔德王 | 大友龍三郎                | 陳幼文        | 郑炼        | 劉達斌        |
| 巴拉卡斯 | 寶龜克壽                  | 李香生        | 高枫        | 袁德基        |
| 畢茲     | 桐本拓哉                  | 王俊博        | 陈喆        | 不適用        |
| 那巴     | 稻田徹                    | 陳幼文        | 不適用      | 不適用        |
| 拉帝茲   | 千葉繁                    | 林廷龍        | 不適用      | 不適用        |
| 皮拉夫   | 千葉繁                    | 莊汶錡        | 不適用      | 李家傑        |
| 舞       | 山田榮子                  | 鄭可欣        | 不適用      | 不適用        |
| 修       | 玄田哲章                  | 林廷龍        | 不適用      | 伍博民        |
| 悟吉達   | 野澤雅子 堀川亮           | 巫玉羚 蘇振威 | 郝祥海 王祯 | 李家傑 簡懷甄 |
| 神龍     | 大友龍三郎                | 官志宏        | 张遥函      | 鄧榮銾        |
| 執事     | 青森伸                    | 陳幼文        | 不適用      | 不適用        |
|          | 阿座上洋平                | 不適用        | 不適用      | 不適用        |
|          | 高塚正也                  | 不適用        | 不適用      | 不適用        |
|          | 江川央生                  | 不適用        | 不適用      | 不適用        |
|          | 谷昌樹                    | 不適用        | 不適用      | 不適用        |
|          | 松山鷹志                  | 不適用        | 不適用      | 不適用        |

## 主題曲
片尾曲「Blizzard」
作曲、編曲：Nao'ymt，作詞、主唱：三浦大知（SONIC GROOVE）
插入曲「卡卡洛特VS布羅利」（カカロットVSブロリー）、「布羅利VS悟吉達」（ブロリーVSゴジータ）
作曲、編曲：住友紀人，主唱：富永TOMMY弘明（BLUFF）

## 製作人員
- 原作、劇本、人物設定：鳥山明
- 監督：長峯達也
- 作画監督：新谷直大、辻美也子、高橋優也、館直樹、中谷友紀子、渡邊巧大、井手武生
- 人物設定：新谷直大
- 美術監督：小倉一男
- 色彩設定：永井留美子
- 副人物設定：多嘉良敢
- 機械設定：升井秀光
- 道具設定：仲條久美
- 特殊効果：太田直
- CG監督：牧野快
- 音樂：住友紀人
- 製作人：稲垣哲雄
- 製作：「2018　七龍珠超」製作委員會
- 配給：東映
- 配給協力：二十世紀福斯日本
- 版權所有：BIRD STUDIO／集英社・東映動畫「2018　七龍珠超」製作委員會

## 相關作品

### 小說
小說版集英社共發行兩種版本，分別是單行本版（JUMP j BOOKS）的日下部匡俊、未來文庫版的小川彗。
單行本
| 卷數 | 集英社         | 集英社                 | 東立出版社   | 東立出版社             |
| 卷數 | 發售日期       | ISBN                   | 發售日期     | ISBN                   |
| ---- | -------------- | ---------------------- | ------------ | ---------------------- |
| 全   | 2018年12月14日 | ISBN 978-4-08-703468-4 | 2020年3月5日 | ISBN 978-957-263-900-9 |

文庫版
| 卷數 | 集英社         | 集英社                 |
| 卷數 | 發售日期       | ISBN                   |
| ---- | -------------- | ---------------------- |
| 全   | 2018年12月14日 | ISBN 978-4-08-321475-2 |

### 全彩漫畫
《七龍珠超 布羅利 卡通漫畫書》（DRAGON BALL超 ブロリー アニメコミックス）由集英社於2019年5月2日發售的彩色漫畫全1冊，台灣由東立出版社發行中文版。
| 卷數 | 集英社       | 集英社                 | 東立出版社    | 東立出版社             |
| 卷數 | 發售日期     | ISBN                   | 發售日期      | ISBN                   |
| ---- | ------------ | ---------------------- | ------------- | ---------------------- |
| 全   | 2019年5月2日 | ISBN 978-4-08-882002-6 | 2020年3月27日 | ISBN 978-957-26-4150-7 |

## 評價
- 2018年12月14~15日首映日的滿意度調查以92.7分排在第1名[28]。
- 劇場版在日本上映3天就吸引82萬名以上觀眾，票房收入就有10億5千萬日圓以上，是當周電影排行中第一名。[29]
- 2019年1月15日獲得第42回日本電影金像獎的優秀動畫作品獎，是繼《七龍珠Z 復活的「F」》之後再次獲得此獎。[30]

## 外部連結
- 七龍珠超 布羅利 （页面存档备份，存于） - 東映動畫（日語）
- YouTube上的七龍珠超 布羅利播放列表（日語）
- 七龍珠超 布羅利的X（前Twitter）（日語）
- 互联网电影数据库（IMDb）上《七龍珠超：布羅利》的资料（英文）